# Matina Horner
Pour les articles homonymes, voir Horner.
Matina Souretis Horner est une psychologue et universitaire américaine, professeure associée à Harvard. Elle est la 6e présidente du Radcliffe College, de 1972 à 1989. Elle est connue pour ses recherches sur la « peur du succès » chez les femmes.

## Biographie
Matina Souretis naît en 1939 à Roxbury, un quartier de Boston, dans une famille d'origine grecque. Elle obtient un diplôme de psychologie expérimentale cum laude en 1961 du collège Bryn Mawr. Elle épouse en 1961 le physicien Joseph L. Horner, le couple a trois enfants. Elle poursuit ses études à l'université du Michigan et obtient une maîtrise en 1963 et un doctorat en psychologie en 1968. Horner est également membre des sociétés honorifiques Phi Beta Kappa et Phi Kappa Phi (en).
Elle enseigne à l'université du Michigan, puis rejoint en 1969 l'université de Harvard en tant qu'enseignante (lecturer) au département des relations sociales. Elle est nommée en 1970 professeure associée au département de psychologie de l'université. Ses intérêts de recherche incluent l'intelligence, la motivation et l'accomplissement chez les femmes. Elle est connue pour sa conceptualisation de la « peur du succès »,

### Présidente du Radcliffe College (1972-1989)
Matina Horner est nommée présidente du Radcliffe College en 1972, à l'âge de 33 ans. Elle succède à Mary Bunting, présidente de 1960 à 1972 et devient la sixième présidente du collège. Sa nomination intervient à une époque compliquée car durant le mandat de sa prédécesseure, la relation entre Harvard et Radcliffe avait évolué vers ce qui était connu sous le nom de « non-merger merger » (« fusion sans fusion »). Harvard était principalement responsable des étudiants bien que Radcliffe maintenait un service distinct d'admission et d'aide financière. De plus, Radcliffe avait cédé certaines opérations commerciales telles que la paie, la comptabilité, les réfectoires, la bibliothèque, ainsi que les bâtiments et les terrains à Harvard, mais conservait le contrôle et administrait ses propres programmes d'éducation, de recherche et d'anciens élèves. Matina Horner négocie un nouvel accord avec Harvard en 1977 qui a rétabli l'indépendance financière de Radcliffe, avec sa propre administration, son conseil d'administration, ses programmes de recherche, ainsi qu'un nouveau rôle de supervision et des programmes spéciaux pour les étudiantes de premier cycle universitaire.
Beaucoup ont résisté au mouvement de coéducation mixte visant à fusionner le Radcliffe College avec l'université, craignant la disparition du collège. Ellen Sackson Heller (promotion du Radcliffe College de 1939) a déclaré : « Si Radcliffe avait fusionné, cela aurait signifié pour moi que je n'avais plus de collège. » Une fusion aurait également signifié que Radcliffe perdrait son autonomie. Horner a déclaré : « Le défi était de voir si le mandat de Radcliffe pouvait fournir un modèle de leadership pour une véritable coéducation mixte qui donnait du poids aux voix des femmes, au lieu de simplement laisser les femmes entrer dans un monde masculin. ». Bien que Horner ait eu de nombreuses responsabilités, elle a rendu le contact avec les étudiants de l'université une priorité au cours de sa présidence en organisant des conférences hebdomadaires et en donnant plusieurs cours. Horner est présidente jusqu'en 1989, date à laquelle Linda S. Wilson lui succède.
Le président Jimmy Carter a nommé Horner à la Commission présidentielle pour l'agenda national pour les années 1980 en 1979 et, un an plus tard, président du groupe de travail sur la qualité de vie américaine.

## Honneurs et distinctions
Matina Horner reçoit différents prix : en 1979 le prix Catalyst, en 1981 le prix de l'Union américaine pour les libertés civiles et de la Conférence nationale des chrétiens et des juifs, le Distinguished Bostonian Award, en 1990 la médaille d'Ellis Island. Elle reçoit des doctorats honoris causa du Dickinson College, de l'université du Massachusetts, du Mount Holyoke College, de l'université de Pennsylvanie, de l'université Tufts, du Smith College, du Wheaton College, de l'université de Hartford, de l'University of New England (en), et de l'université du Michigan.